# سیارک ۱۰۲۴۱
سیارک ۱۰۲۴۱ (به انگلیسی: 10241 Milicevic، نامگذاری:1999AU6) ده هزار و دویست و چهل و یکمین سیارک کشف شده‌است که در ۹ ژانویه ۱۹۹۹ کشف شد.
قدر مطلق سیارک برابر ۲۶٫۹ است.